# تنیس در المپیک تابستانی ۱۹۹۲
تنیس در بازی‌های المپیک تابستانی ۱۹۹۲ نام رویداد ورزش تنیس در بازی‌های المپیک تابستانی بود که در سال ۱۹۹۲ برگزار شد. این مسابقات از ۲۸ ژوئیه تا ۸ اوت در بارسلونا، اسپانیا برگزار شد.

## جدول مدال‌ها
| رتبه  | کشور                      | طلا | نقره | برنز | مجموع |
| ۱     | ایالات متحده آمریکا (USA) | ۲   | ۰    | ۱    | ۳     |
| ۲     | آلمان (GER)               | ۱   | ۱    | ۰    | ۲     |
| ۳     | سوئیس (SUI)               | ۱   | ۰    | ۰    | ۱     |
| ۴     | اسپانیا (ESP)             | ۰   | ۲    | ۱    | ۳     |
| ۵     | آفریقای جنوبی (RSA)       | ۰   | ۱    | ۰    | ۱     |
| ۶     | کرواسی (CRO)              | ۰   | ۰    | ۲    | ۲     |
| ۶     | تیم متحد (EUN)            | ۰   | ۰    | ۲    | ۲     |
| ۸     | آرژانتین (ARG)            | ۰   | ۰    | ۱    | ۱     |
| ۸     | استرالیا (AUS)            | ۰   | ۰    | ۱    | ۱     |
| مجموع | مجموع                     | ۴   | ۴    | ۸    | ۱۶    |